# Drum Rock
Der Drum Rock (von englisch drum ‚Trommel, Tonne‘) ist eine 6 m hohe Klippe im Wilhelm-Archipel vor der Westküste der Antarktischen Halbinsel. In der Gruppe der Argentinischen Inseln liegt sie zwischen Smooth Island und Grotto Island am Ostrand der Forge Islands.
Wissenschaftler des British Antarctic Survey auf der Faraday-Station gaben dem Felsen in den 1980er Jahren seinen deskriptiven Namen.